# Criação de anfíbios em cativeiro
A criação em cativeiro de anfíbios tem como objectivo a conservação de espécies ameaçadas através da reprodução de indivíduos em jardins zoológicos, ou outras instalações dedicadas. Dado o declínio das populações de anfíbios observada desde a década de 1960, programas de criação em cativeiro de anfíbios têm sido estudados em conjugação com técnicas de preservação de material genético e programas de protecção dos habitats e das espécies, como o Amphibian Ark.
Os anfíbios têm fertilidade elevada o que permite que as populações em cativeiro possam aumentar rapidamente, permitindo o repovoamento rápido das populações em perigo.
No entanto, estas técnicas têm a desvantagem de aumentar a consanguinidade das populações, o que pode levar a uma menor diversidade genética.